# الحزب الاشتراكي الثوري (الماركسي اللينيني)
الحزب الاشتراكي الثوري (الماركسي اللينيني) (بالإسبانية: Partido Socialista Revolucionario (Marxista-Leninista)) هو حزب سياسي في بيرو تأسس في عام 1978 من خلال انشقاق في الحزب الاشتراكي الثوري. وكان من بين قادته أنطونيو أراغون وكارلوس أوروتيا وأندريس أفيلينو مار. وشارك في الانتخابات العامة 1980 على قوائم الاتحاد الديمقراطي الشعبي.